# トルニケ・エリスタヴィ

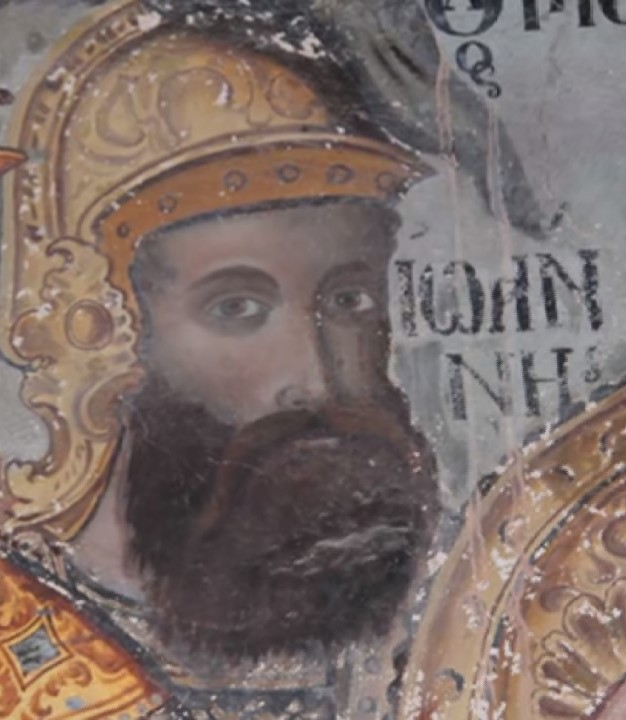
トルニケ・エリスタヴィ

トルニケ・エリスタヴィ（? - 985年）は、ジョージ王朝出身のビザンチン軍の10世紀の将軍。後に彼は僧侶になり、ギリシャのアトス山にジョージ王朝の正教会修道院「イベロン」を設立した。トルニケは西暦985年に亡くなった。彼は聖人として崇められている。